# Baijiu

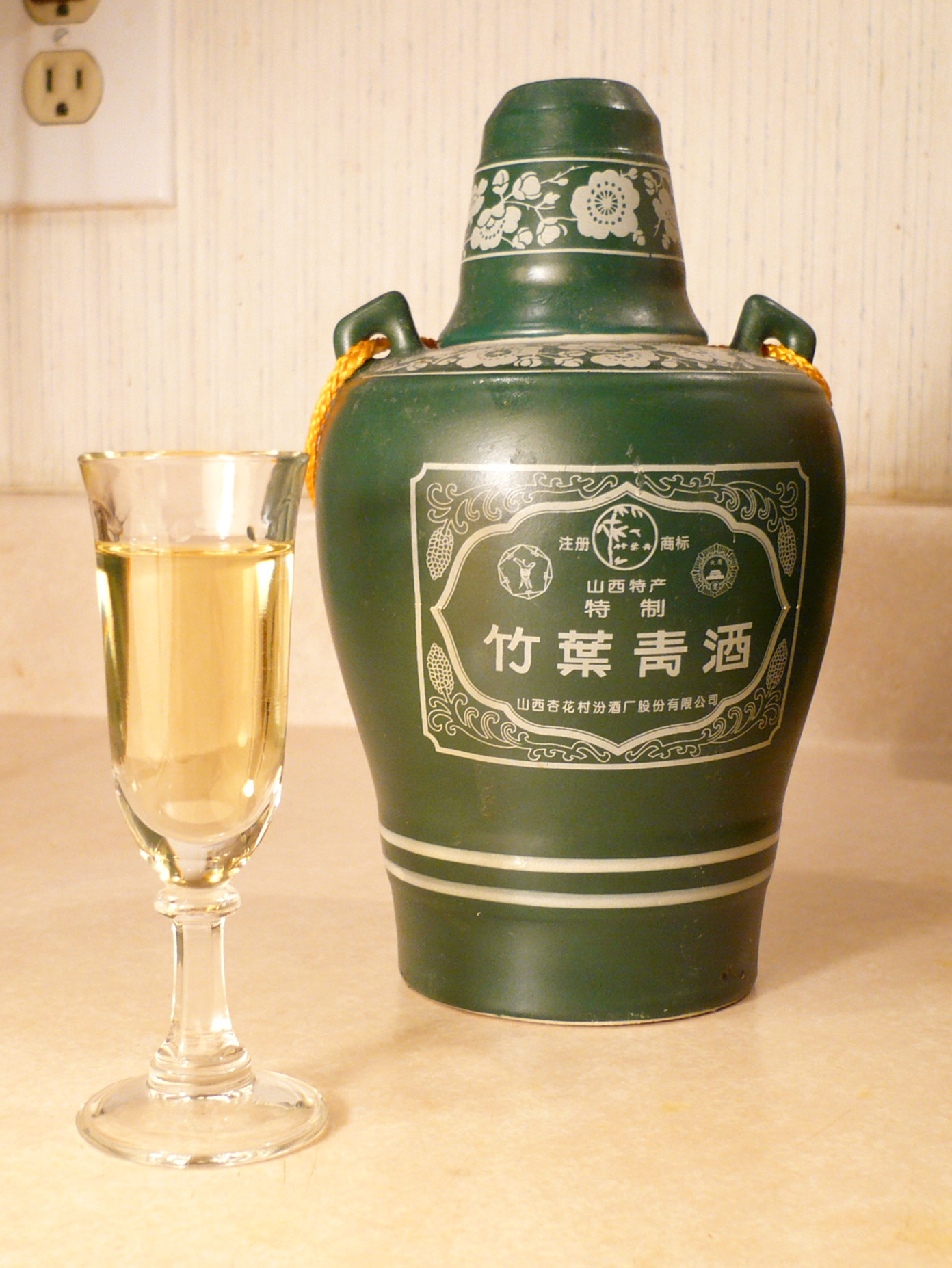
En porslinsflaska och ett glas med Baijiu.

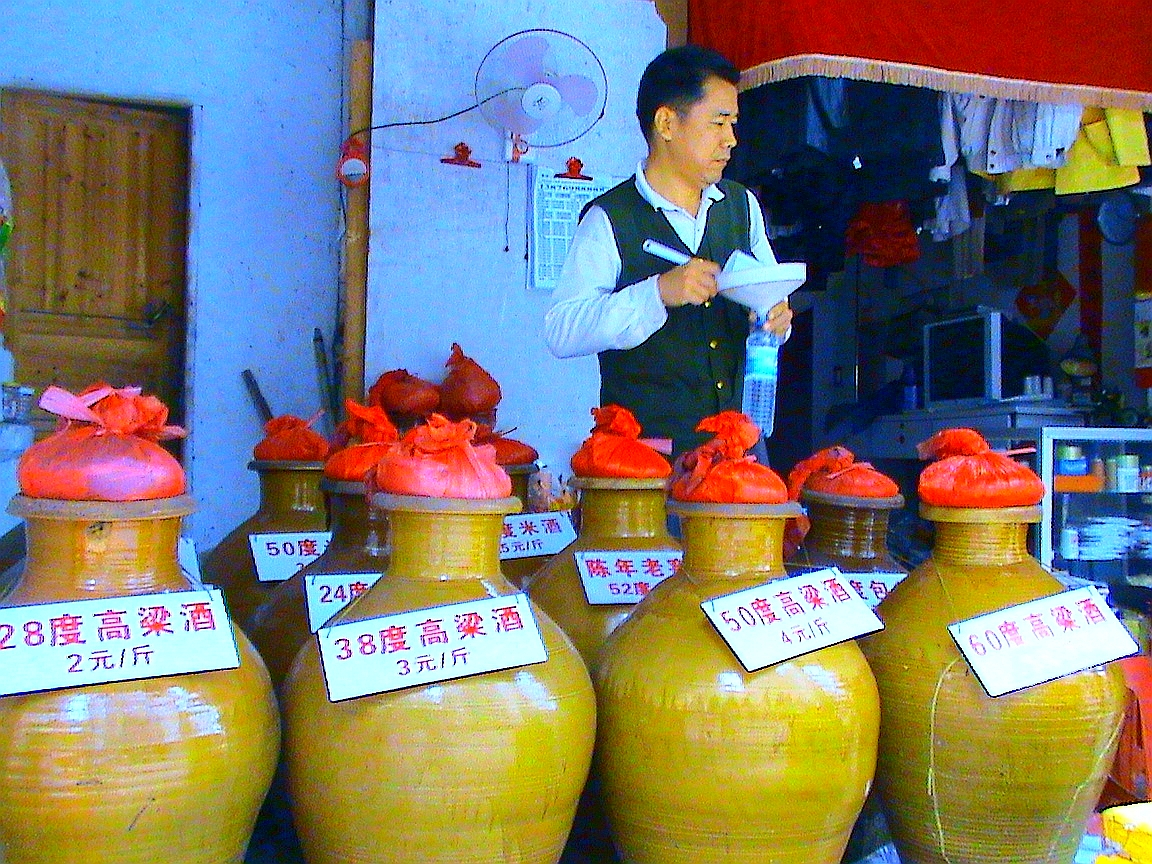

Baijiu (Kinesiska: 白酒; pinyin: báijiǔ, uttalat [pǎɪ̯ t͡ɕi̯òʊ̯]), eller shaojiu (烧酒)är en kinesisk spritdryck. Namnet betyder bokstavligt talat "vit sprit" eller "vit alkohol", men översätts ofta som "vin" eller "vitt vin". Det rör sig i själva verket om starksprit, med en alkoholhalt på mellan 35% och 68%. Därmed är den betydligt starkare än exempelvis japansk shōchū (25%) eller koreansk soju (20–45%).
Drycken framställs vanligen av durra (sorghum), men även ris och olika typer av spannmål används ibland.

## Baijusorter i urval
- Maotai, som tillverkas av durra i Guizhou-provinsen;
- Wuliangye, som tillverkas av fem olika sorters grödor i Yibin i Sichuan;
- Er guo tou, som framställs i Peking-regionen;
- Luzhou Laojiao, som tillverkas i Luzhou i Sichuan,
- Kaoliang, som bland annat framställs på Kinmen och Matsuöarna.